# Аварийная посадка Ту-154 в Новосибирске
Аварийная посадка Ту-154 в Новосибирске — авиационная авария, произошедшая ночью 12 января 2000 года. Авиалайнер Ту-154М авиакомпании «Сибирь» выполнял плановый внутренний рейс по маршруту Краснодар—Радужный—Новосибирск, но при посадке в пункте назначения у него произошёл провал оборотов двигателей №1 (левый) и №3 (правый). Пилоты устранили неисправность при увеличении оборотов, но после провалы повторились, а за несколько секунд до посадки отказали сначала двигатель №2 (средний; на высоте 640 метров), после двигатель №3 (на высоте 300 метров) и затем двигатель №1 (на высоте 9 метров). Изначально КВС принял решение уходить на второй круг, но после отказа двигателя №3 принял решение посадить самолёт. При пробеге по взлётной полосе пилоты применили аварийное торможение, что привело к разрушению всех 12 пневматиков колёс основных стоек шасси и лайнер остановился в 600 метрах от выходного торца ВПП. Никто из находившихся на его борту 30 человек (22 пассажира и 8 членов экипажа) не погиб и не пострадал. 

## Самолёт

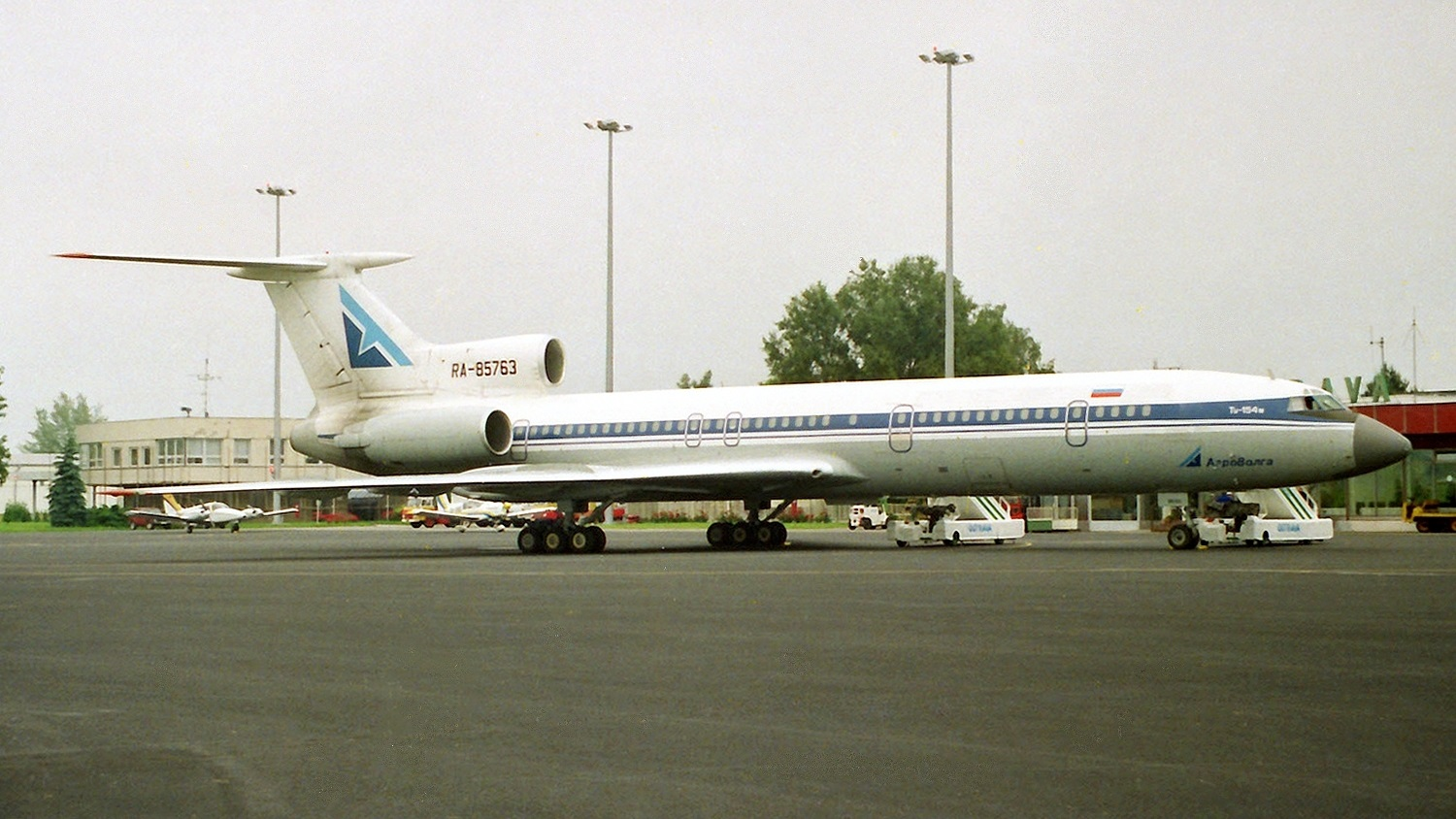
Пострадавший самолёт в 1995 году (во время эксплуатации в «Аэроволге»)

Ту-154М (регистрационный номер RA-85763, заводской 93А-946, серийный 09-46) был выпущен самарским авиационным заводом «Авиакор» 3 марта 1993 года и в том же месяце совершил свой первый полёт. Оснащён тремя двухконтурными турбореактивными двигателями Д-30КУ-154-II производства Рыбинского моторостроительного завода. В апреле 1993 года был передан авиакомпании «Аэроволга». В июне того же года был куплен авиакомпанией «Томск Авиа», от которой сдавался в лизинг авиакомпаниям «Georgia Air Prague» (Чехия; с июня 1993 года до 7 декабря 1995 года) и «Сибирь» (с 8 июля 1997 года по 13 июля 1998 года). В 1999 году был продан авиакомпании «Омскавиа», от которой 2 июня того же года был передан в лизинг авиакомпании «Сибирь» (с 25 июня по 2 июля того же года находился в ней на хранении).
Эксплуатация самолёта после аварии в Новосибирске
17 марта 2000 года возобновил полёты в авиакомпании «Сибирь». 14 июня 2001 года вернулся в авиакомпанию «Омскавиа». 5 июня 2002 года был передан авиакомпании «Оренбургские авиалинии», 11 декабря того же года был поставлен на хранение. На 26 февраля 2003 года совершил 2820 циклов «взлёт-посадка» и налетал 9483 часа. 17 марта того же года снова вернулся в «Омскавиа», 23 мая снова был поставлен на хранение, а 20 июня возобновил полёты.
Сдавался в лизинг от «Омскавиа» иранским авиакомпании «Mahan Air» (с 25 ноября 2004 года по 23 июня 2005 года, борт EP-MHQ) и Eram Air (с 29 ноября 2004 года по май 2005 года, борт EP-EKB). В июне 2005 года был поставлен на хранение. На 1 января 2009 года совершил 8159 цикла «взлёт-посадка» и налетал 17 997 часов.
В 2014 году стал использоваться в качестве тренировочного борта для обучения персонала подаче телескопических трапов в новом терминале самарского аэропорта Курумоч. В августе 2016 года был списан и разделан на металлолом.

## Экипаж
В составе экипажа борта RA-85763 были 4 пилота и 4 бортпроводника:
- Командир воздушного судна (КВС) — 37-летний Михаил Владимирович Долгов. Родился 26 февраля 1962 года в селе Алгазино (Чувашия). После окончания Алгазинской школы стал курсантом Кировоградского высшего училища гражданской авиации (КВЛУГА). Управлял самолётом Як-18. После окончания учёбы был направлен в Новосибирск. По состоянию на 2016 год живёт в Москве и управляет Airbus A320.
- Второй пилот — Александр Семёнович Курбатов.
- Штурман — Эдуард Михайлович Волшин.
- Бортинженер — Юрий Иванович Разумеев.

## Хронология событий
12 января 2000 года экипаж самолёта Ту-154М борт RA-85763 должен был выполнял рейс Новосибирск—Радужный—Краснодар и обратный рейс (Краснодар—Радужный—Новосибирск). До второй посадки в Радужном замечаний по работе техники не было. После выполнения перелёта из Краснодара в Радужный в баках самолёта осталось 5000 литров авиатоплива ТС-1. В аэропорту Радужного в баки было залито ещё 10 000 литров авиатоплива РТ+ТС-1; суммарно, в баках самолёта находилось 15 000 литров авиатоплива. На борту лайнера, кроме 8 членов экипажа, находились 14 служебных пассажиров (сменный экипаж и технический персонал) и 8 пассажиров.
Первые нарушения работы двигателей наблюдались во время снижения самолёта с 10 600 метров до 10 100 метров — РУДы двигателей №1 (левый) и №3 (правый) были установлены в положение малого газа (МГ), при этом произошёл провал оборотов ниже оборотов МГ с колебанием параметров работы этих двигателей. Также наблюдалось кратковременное загорание красной лампы сигнализации отключения генератора двигателя №1. Параметры восстановились после увеличения режима работы двигателей. Тоже самое повторилось во время начала снижения с эшелона для захода на посадку в аэропорту Толмачёво — при энергичном уменьшении режима работы двигателей до малого газа происходил нехарактерный колебательный процесс оборотов контура низкого давления двигателя №3 с амплитудой 5% при допустимом значении 2%.
Перед третьим разворотом, после выпуска шасси и закрылков на 28° и уменьшения режима работы двигателей до малого газа, на высоте 640 метров произошёл отказ двигателя №2 (среднего). Экипаж доложил об отказе двигателя диспетчеру круга (ДПК) и продолжил заход. При выполнении четвёртого разворота у пилотов возникли сомнения в правильности работы курсового канала системы Курс МП-70. По объяснению штурмана было замечено несоответствующее динамике полёта быстрое перемещение стрелки курса пилотажно-навигационного прибора (ПНП) со стороны КВС из крайнего правого положения в положение на 1-1,5 точки левее центра шкалы ПНП. В результате пилотирования по недостоверным показаниям ПНП, а также несигнализируемого отказа первого полукомплекта системы Курс МП-70, полёт на предпосадочной прямой до удаления 5500 метров от порога взлётно-посадочной полосы (ВПП) осуществлялся с плавным отклонением от курса влево.
В 5500 метрах от ВПП и на высоте 270 метров, при боковом отклонении влево 450 метров и отклонении от курса посадки на 25°, экипаж идентифицировал ложные показания ПНП. Практически одновременно с этим диспетчер старта проинформировал экипаж об отклонении влево от курса. Оценив положение самолёта как непосадочное, КВС дал команду об уходе на второй круг. Практически в этот же момент времени произошел отказ двигателя №3 (правого); к моменту отказа двигателя №3 экипаж уже установил визуальный контакт с огнями ВПП. В сложной ситуации, характеризующейся непосадочным положением лайнера и отказом двух двигателей, КВС принял решение перейти на визуальный полёт и выполнить S-образный манёвр для выполнения посадки на ВПП. Проявив высокий профессионализм и умелое руководство экипажем, командир S-образным манёвром по исправлению бокового уклонения и коррекции высоты и с максимальным использованием маневренных характеристик самолёта вывел его на курс посадки.
Пересечение порога ВПП произошло на высоте 100 метров, на выравнивании (на высоте 9 метров) произошёл отказ двигателя №1 (левого). Посадка была произведена на удалении 1200 метров от входного торца ВПП. Для остановки в пределах полосы пилоты применили аварийное торможение, что привело к разрушению всех 12 пневматиков колёс основных стоек шасси. Самолёт остановился за 600 метров до выходного торца ВПП. Никто из находившихся на его борту 30 человек не пострадал.

### Расшифровка переговоров
| Сокращение | Расшифровка                  |
| ---------- | ---------------------------- |
| КВС        | Михаил Владимирович Долгов   |
| 2П         | Александр Семёнович Курбатов |
| ШТ         | Эдуард Михайлович Волшин     |
| ДС         | Диспетчер                    |
| БС         | Бортовая система             |
| (нрзб)     | Неразборчивая речь           |

| КВС     | Режим 82 (нрзб) 82.                                                |               |
| ?       | 83.                                                                |               |
| КВС     | 82, 82.                                                            |               |
| ДС      | Принято, (нрзб)                                                    |               |
| КВС, ?  | (нрзб).                                                            |               |
| ШТ      | 75.                                                                |               |
| КВС     | 75.                                                                |               |
| ШТ      | 74.                                                                |               |
| КВС     | 74.                                                                |               |
| ШТ      | (нрзб) по карте переходим глиссаду.                                |               |
| КВС     | Не рано, 45, 28.                                                   |               |
| ?       | Перенос (нрзб).                                                    |               |
| 2П      | 76, 28.                                                            |               |
| ШТ      | Перелёток, 80.                                                     |               |
| 2П      | Полтора.                                                           |               |
| ?       | (нрзб).                                                            |               |
| ШТ      | Шасси.                                                             |               |
| КВС     | 82 режим, 82. Фары выключить.                                      |               |
| ?       | (нрзб).                                                            |               |
| ШТ      | 86.                                                                |               |
| КВС     | 86, 88.                                                            |               |
| Штурман | 8.                                                                 |               |
| КВС     | (нрзб).                                                            |               |
| КВС     | Докладываем.                                                       |               |
| 2П      | (нрзб).                                                            |               |
| ШТ      | 86.                                                                |               |
| ?       | (нрзб), на посадку.                                                |               |
| КВС     | 78.                                                                |               |
| ШТ      | 88.                                                                |               |
| КВС     | Система что у нас показывает? Ребята, бл…ть.                       |               |
| 2П      | 78 режим.                                                          |               |
| 2П, ?   | (нрзб), 160 градусов, 3 метра.                                     |               |
| ШТ      | 74.                                                                |               |
| КВС     | 74 режим. 72 режим временно.                                       |               |
| ШТ      | Ты систему видел?                                                  |               |
| 2П, ?   | (нрзб), и 600 метров, (нрзб).                                      |               |
| КВС     | Так, какой?                                                        |               |
| КВС     | Бл…ть, … т…ю мать, ребят.                                          |               |
| 2П      | (нрзб).                                                            |               |
| КВС     | Не вижу где полоса!                                                |               |
| ?       | Да вон.                                                            |               |
| КВС     | Взлётный режим! Взлётный режим!                                    |               |
| ШТ      | Отказ третьего двигателя!                                          |               |
| КВС, 2П | (нрзб), уходим на второй круг.                                     |               |
| ДС      | (нрзб)63, уходите на второй круг? Работайте с кругом 122 (нрзб) 0. |               |
| КВС     | Отказ третьего двигателя, ребят.                                   |               |
| 2П      | Отказ третьего двигателя.                                          |               |
| ШТ      | Куда идём?                                                         |               |
| ?       | (нрзб), на ближний привод идём.                                    |               |
| КВС     | Так, режим, ребята.                                                |               |
| ?       | (нрзб), 100 метров.                                                |               |
| ?       | (нрзб).                                                            |               |
| КВС     | (нрзб)                                                             |               |
| КВС     | 90 метров, посадка.                                                |               |
| ?       | (нрзб).                                                            |               |
| КВС     | Так, убери левый крен.                                             |               |
| БС      | Сигнализация «ОПАСНОЕ СБЛИЖЕНИЕ САМОЛЁТА С ЗЕМЛЁЙ».                |               |
| КВС     | Режим 35.                                                          |               |
| ДС      | (нрзб), уходите на второй круг?                                    |               |
| КВС     | 65.                                                                |               |
| КВС     | Малый газ, (нрзб).                                                 |               |
| ШТ      | 30, 20, 15, 10 (нрзб), 6, 5, 3, отказ!                             |               |
| 2П      | (нрзб) на себя.                                                    |               |
| ШТ      | Посадочная, интерцепторы, 108.                                     |               |
| КВС     | Аварийное торможение! Аварийное.                                   |               |
| ШТ      | 160, стополсотни [150], 140, 130, двигатели (нрзб).                |               |
| КВС     | Двигатели (нрзб).                                                  |               |
| ШТ      | 180, 160.                                                          |               |
| 2П      | 763, посадка, (нрзб).                                              |               |
| ДС      | (нрзб), вы произвели посадку?                                      |               |
| 2П      | Произвели, произвели.                                              |               |
| 2П, ДС  | (нрзб).                                                            |               |
| 2П      | Буксир нам пожалуйста, в порядке, (нрзб), буксир, пожалуйста.      |               |
| ДС      | Не понял, повторите.                                               |               |
| 2П      | Буксир, буксир.                                                    |               |
| ДС      | (нрзб), понял, ждите, выключайтесь.                                | Конец записи. |

## Расследование
При исследовании насосов-регуляторов НР30КУ-4 было выявлено заклинивание роторов и залипание золотниковых пар агрегатов в результате отложения на их элементах значительного количества посторонних смолообразных отложений. Отказ топливо-регулирующих агрегатов привел к выключению двигателей в полете.
Анализ проб топлива, взятых из баков борта RA-85763, показал наличие в нём элементов, отсутствующих в авиатопливе, соответствующем требованиям.
При оценке технического состояния фильтров тонкой очистки (ФТО) двигателей также были обнаружены нехарактерные отложения, масса которых примерно в 3 раза превышала среднестатистическую массу отложений, снимаемых с ФТО нормально работавшей авиатехники. Данные отложения были идентифицированы как отверждённая дефенилолпропановая эпоксидная смола, присутствие которой в авиатопливе является недопустимым. Дефенилолпропан(диан) служит сырьём для получения диановых эпоксидных смол, являющихся основным компонентом (связующим) лакокрасочных материалов (эмалей, шпаклёвок, грунтовок, клея).
В ходе расследования причин аварии было установлено, что материалы, использованные для герметизации баков самолёта и установленных в них агрегатов, не могли стать источником указанных загрязнений авиатоплива. Клеи и другие лакокрасочные материалы для ремонта фильтроэлементов самолета не использовались.
При проверке состояния резервуаров для хранения и транспортировки авиатоплива, а также при анализе организации работы служб ГСМ в аэропортах Толмачёво и Радужный было установлено:
- В аэропорту Толмачёво авиатопливо для борта RA-86763 использовалось из расходной ёмкости РВС-3000 N Т-1-4, имеющей лакокрасочное антикоррозионное покрытие на основе диановой эпоксидной смолы марки ЭД-20, использование которой для обработки внутренних поверхностей средств хранения реактивных топлив ГОСТ В 28569-90 не предусмотрено. Данное покрытие было нанесено в 1996 году. С этого времени замечаний по качеству хранимого в данном резервуаре авиатоплива не было.
- В аэропорту Радужный резервуары для хранения авиатоплива, которым заправлялся лайнер, антикоррозионного покрытия не имели. Топливозаправщик ТЗ-22 №64, участвовавший в заправке, имел заводское цинковое антикоррозионное покрытие. При анализе авиатоплива, заправленного в аэропорту Радужный, был установлен факт передозировки ПВК жидкости (0,16 — 0,22 % вместо положенных 0,11 %). Передозировка ПВК жидкости была допущена в результате ошибочных действий техника ГСМ, установившего на дозаторе ПВК жидкости уровень «0,3 %» вместо «0,1 %» при заполнении ТЗ-22 №64.

Указанные выше недостатки не оказали влияния на исход полёта. Недостатков по состоянию антикоррозионной защиты средств раздачи авиатоплива (трубопроводам, шлангам и т.д.) выявлено не было.
В аэропорту Краснодар, перед выполнением полёта по маршруту Краснодар—Радужный, в баки борта RA-86763 было залито 26 000 литров авиатоплива. Авиатопливо для заправки использовалось из резервуара РВС №14, не имевшего внутреннего антикоррозионного лакокрасочного покрытия. Заправка борта RA-85763 в аэропорту Краснодар производилась из топливозаправщиков ТЗ-22 №212 и ТЗ-22 №176, из которых было заправлено соответственно 21 000 и 4000 литров авиатоплива ТС-1 с содержанием 0,106 % ПВК (поливинилкарбазоловой) жидкости типа «И-М». Исследование проб авиатоплива из ТЗ-22 №176 и №212 выявило отклонения от установленных требований.
Внутренняя поверхность емкости топливозаправщика ТЗ-22 №176 имеет заводское цинковое покрытие.
Ёмкость для транспортировки авиатоплива топливозаправщика ТЗ-22 № … покрыта эпоксидным антикоррозионным покрытием ЭП-0010у. Данное антикоррозионное покрытие было нанесено в эксплуатации, при выполнении работ по модернизации топливозаправщиков (ТЗ), в мае 1999 года. Работы по нанесению антикоррозионного покрытия производились ООО «НПФ-ЭККОМ».
При исследовании фильтроэлементов ТЗ-22 №212 были обнаружены крупные чешуйки тёмно-коричневого цвета, химический состав которых по ряду параметров совпадал с составом посторонних отложений, обнаруженных в элементах топливо-регулирующих агрегатов и фильтроэлементов двигателя борт RA-85763.
Проведённым осмотром цистерны топливозаправщика ТЗ-22 №212 было установлено, что качество нанесения антикоррозионного покрытия на внутреннюю поверхность цистерны не соответствует требованиям по внешнему виду, адгезии и толщине. При осмотре ТЗ-22 №212 было установлено:
- покрытие имеет многочисленные потёки и существуют зоны, не имеющие покрытия. Зоны, не имеющие антикоррозийного покрытия, покрыты продуктами коррозии (ржавчиной);
- на боковых поверхностях передней части цистерны имеются зоны с утратой верхнего слоя антикоррозийного покрытия и следами его «вымывания»:
- на поверхности днища цистерны в её передней части имеется зона овальной формы с признаком утраты всего покрытия в результате воздействия или взаимодействия его с авиатопливом. В данной зоне находится «натёк» неотверждённой эмали, только поверхностный слой которого полимеризовался в достаточной степени. Под влиянием эксплуатационных факторов целостность поверхностного слоя «натёка» нарушилась, в результате чего неотверждённое покрытие из данной зоны попадало в авиатопливо.

В итоге было установлено, что в цистерне ТЗ-22 №212 происходил процесс размывания поверхностного слоя антикоррозийного покрытия. Процесс размывания был длительным по времени, его протеканию способствовало нахождение в авиатопливе противокристаллизационных присадок, обладающих повышенными размывающими способностями. За период с начала эксплуатации топливозаправщика ТЗ-22 №212 с 1 июня 1999 года до инцидента с бортом RA-85763 из него было выполнено 447 заправок с ПВК жидкостью.
Работы по нанесению антикоррозийного покрытия на основе эмали ЭП-0010у проводились ООО «НПФ-ЭККОМ», работы выполнялись по технологии, разработанной данной фирмой.
При выполнении работ по антикоррозионной защите ТЗ-22 №212, специалистами ООО «НПФ-ЭККОМ» эта технология не соблюдалась. Эмаль ЭП-0010у наносилась на металл, очищенный от старого цинкового покрытия химическим способом, без предварительного нанесения грунтовки ЭП-0010. В период выполнения работ по нанесению покрытия отсутствовали необходимые климатические условия для соблюдения технологии по послойной сушке. Образцы-свидетели для оценки качества покрытия по адгезии в нарушение требований не изготавливались. В соответствии с технологией ООО «НПФ-ЭККОМ» эмаль наносилась валиком и кистью, что является нарушением требований, которым предусматривается нанесение покрытия методом пневматического или безвоздушного распыления.
Работы по нанесению антикоррозионной защиты ТЗ принимались специалистами службы авиакомпании «Кубань» без должного контроля качества выполненных работ, в результате чего дефекты покраски обнаружены не были. Этому также способствовало отсутствие в гражданской авиации нормативного документа, регламентирующего порядок контроля качества лакокрасочных покрытий цистерн топливозаправщиков.
В результате некачественного нанесения эпоксидного антикоррозионного покрытия появились условия для вымывания из него неотверждённых компонентов и попадание их в баки самолёта при его заправке авиатопливом.
В аэропорту Краснодар ООО «НПФ-ЭККОМ» была проведена модернизация семи топливозаправщиков. При исследовании внутренней поверхности топливозаправщика ТЗ-22 №258 также были сделаны выводы о некачественном, с нарушением требований ГОСТ В 28569-90, выполнении работ по антикоррозионной обработке.
Неудовлетворительная антикоррозийная обработка внутренней поверхности ТЗ-22 была обнаружена в сентябре 1999 года при приеме у ООО «НПФ-ЭККОМ» работ по обработке одного ТЗ-22 в аэропорту Пулково. В связи с этим топливозаправщик после выполнения данных работ не использовался.
Сомнения в качестве выполненных ООО «НПФ-ЭККОМ» работ возникли в аэропорту Шереметьево при вводе в строй двух ТЗ-22 с антикоррозионной защитой внутренних поверхностей, в результате чего данные ТЗ после выполненных работ по модернизации не эксплуатировались.
Такие же ТЗ-22 поступали в Краснодар, Новокузнецк, Минеральные Воды, Южно-Сахалинск и Чкаловский.
Проведённое при расследовании изучение имеющихся документов показало, что в гражданской авиации комплексные испытания эмалей ХС-717, ХС-5132 и ЭП-0010, рекомендованных к использованию при выполнении работ по антикоррозийной защите внутренних поверхностей емкостей ТЗ, на стойкость в контакте со смесью реактивного авиатоплива и ПВК жидкости не проводились, материалы комплексных исследований отсутствовали.
В ходе расследования аварии в Новосибирске также был сделан вывод об отсутствии не только разработанных применительно к условиям эксплуатации в гражданской авиации технологий нанесения указанных лакокрасочных покрытий и технологий и рекомендаций по контролю качества нанесения покрытия, но и перечня показателей качества топлива при эксплуатации ТЗ после нанесения лакокрасочных покрытий.
Расследование было закончено к ноябрю 2000 года и по его итогам комиссия сделала заключение, что авария борта RA-85763 произошла из-за допуска к модернизации и ремонту авиационной техники (топливозаправщиков) юридических и физических лиц, не имеющих права на выполнение работ и услуг в области деятельности, непосредственно связанной с обеспечением безопасности полетов.

## Награждение экипажа
Согласно указу президента России Владимира Путина «За мужество и самоотверженность, проявленные в экстремальной ситуации», все 4 пилота были награждены:
- Командир воздушного судна (КВС) Михаил Владимирович Долгов — орденом Мужества;
- Второй пилот Александр Семёнович Курбатов — медалью Нестерова;
- Штурман Эдуард Михайлович Волшин — медалью ордена «За заслуги перед Отечеством»;
- Бортинженер Юрий Иванович Разумеев — медалью ордена «За заслуги перед Отечеством».